# Asım Tanış
Asım Tanış (Niğde, 1º maggio 1942) è un linguista e scrittore turco naturalizzato italiano, docente in pensione dell'Università Ca' Foscari di Venezia.
Uno dei linguisti più importanti di italiano-turco, ha realizzato, con il suo proprio metodo innovativo, tra le altre opere, i primi grandi dizionari didattici "italiano-turco", "turco-italiano". Le opere, tra cui libri, dizionari, articoli, pubblicate ammontano a più di 10000 pagine.
Oltre a questo, per poter essere utile al paese in cui è nato, ha scritto molti articoli su Kemerhisar/Tyana ed Apollonio di Tyana e ha reso possibile l'arrivo di due missioni archeologiche dall'Italia.

## Biografia
Asım Tanış è nato nel 1942 a Kemerhisar (antica Tyana) (Niğde/Bor) in Turchia.
Ha fatto la scuola elementare nello stesso paese, la media ed il liceo fino all'ultimo anno a Niğde  concludendolo poi ad Antalya nel 1960.
Ha partecipato nell'estate dello stesso anno ad un concorso su scala nazionale e vinto una delle quattro borse di studio del governo italiano per fare gli studi universitari in Italia. Aveva vinto anche il concorso d'accesso, con una borsa di studio, all'unica Facolta' di Scienze Politiche allora esistente in Turchia ad Ankara ma dopo la lasciò per andare in Italia.
Ha studiato italiano presso l'Ismeo a Roma e presso l'Università italiana per Stranieri a Perugia, e Latino per conto proprio. Si è laureato in Lettere all'Università di Pavia nel 1966.

## Vita lavorativa
Ha ricevuto alla fine del 1966 la proposta di fondare il corso di "Lingua turca" alla Vrije Universiteit ad Amsterdam in Olanda, ma ciò non è stato possibile per gravi motivi di salute del professore proponente.
Tra il 1967-70 ha insegnato, nelle ore serali, "turco agli italiani" ed "italiano ai turchi" presso il Centro di Studi italiani d'Istanbul (alle dipendenze del Ministero degli Esteri italiano).
Allo stesso tempo ha lavorato al mattino per due anni presso la FarmItalia ed un anno presso la Pirelli come traduttore/interprete.
Nel 1970 è professore incaricato di "Lingua e Letteratura turca" presso la Facoltà di Lingue e Letterature Straniere (Corso di Laurea in Lingue e Letterature Orientali) dell'Università di Venezia.
Inizia con lui per la prima volta in questa università l'insegnamento della lingua turca.
Nel 1983 con l'associazione passa alla cattedra di Lingua turca. Nel 1997 è andato in pensione.
Nel 1974, ha contribuito alla fondazione, insieme ad altri docenti dell'Università di Venezia e di Padova, dell' "Associazione di Cultura e d'Amicizia Veneto-turca".
Nel 1975, in seguito ad una collaborazione con lo scrittore A. Kadir Meriçboylu, ha pubblicato nella collana, di quest'ultimo, intitolata,  "Poesie Mondiali di Popolo e di Democrazia" alcune poesie, tradotte dall'italiano, di poeti italiani, bulgari ed albanesi.
Tra il 1986-1988 ha condotto ricerche sulla lingua turca dei turchi della Macedonia e del Kossovo. (allora facenti parte dell'Ex Jugoslavia). Alcune di tali ricerche sono state pubblicate nei giornali e nelle riviste di Skopje e Priştina.
Dopo la pubblicazione di alcuni suoi articoli sui giornali italiani relativamente a Cipro, il Presidente della Repubblica turca di Cipro del Nord, Rauf Denktaş, lo ha invitato, nell'estate del 1999, a Cipro, per un incontro.
All'inizio degli anni ‘2000, collaborando con le autorità della provincia di Niğde, ha reso possibile l'inizio degli scavi archeologici prima a Kemerhisar/Tyana e poi a Kınık Höyük ad Altunhisar, facendo venire nella zona due missioni archeologiche italiane (Università di Venezia/Padova e Università di Pavia).
Decine e decine di migliaia di persone, tra cui anche quelle che lavorano in ambiti molto importanti, utilizzano le sue opere.

### Le ricerche svolte
- Atatürk e la lingua Turca, Hamle, Niğde (Turchia), (2007, 4 pag.)
- Lingua comune-turco comune tra repubbliche turche-popoli turchi. I. (Türk Cumhuriyetleri-Türk Ulusları Arasında Ortak Dil-Ortak Türkçe. I.), Ankara     (Turchia), (Agosto 1995). in “Dil Dergisi” (TÖMER), nr.34.
- Lingua comune-turco comune tra repubbliche turche-popoli turchi. II. (Türk Cumhuriyetleri-Türk Ulusları Arasında Ortak Dil-Ortak Türkçe. II.), (settembre 1995). Ankara (Turchia), in “Dil Dergisi” (TÖMER), nr.35.
- Il tempo lato/vasto nell’insegnamento del turco agli stranieri (Türkçe'nin Yabancılara     Öğretilmesinde "Geniş Zaman"), in Sesler (Üsküp/Makedonya), nr. 234, Marzo 1989.
- Parole di origine straniera nella lingua turca e vocaboli corrispondenti a certe parole di origine straniera, presenti in una parlata locale. (Türkçede Yabancı Sözcükler ve Bir Yöre Ağzında Kimi Yabancı Sözcüklere Karşılıklar), Priştine (Kosovo/Jug.), in “Çevren”, nr.65 (Maggio-Giugno 1988).
- Un metodo sperimentato nell’insegnamento della lingua turca agli stranieri (Türkçenin yabancılara öğretiminde bir yöntem denemesi), Ankara (Turchia), in “Dünyada Türkçe     Öğretimi”, nr.1 (1988, 16 pag.).
- Difficoltà e facilità incontrate nell’insegnamento della lingua turca agli italiani (Türkçenin İtalyanlara Öğretilmesinde Karşılaşılan Zorluklar, Kolaylıklar), Ankara (Turchia), in     “Dünyada Türkçe Öğretimi”, nr.1 (1988, 7 pag.).
- Il ruolo dello stato costrutto generico nel trovare corrispondenti ai vocaboli (aggettivi) di origine straniera (Yabancı Sözcüklere/Sıfatlara Karşılık Bulmada Belirsiz Tamlamanın Yeri), Skopje (Macedonia), in “Sesler”, nr.242 (Novembre 1989). (Nell’articolo viene per la prima volta messo in evidenza un importante particolare che avrebbe evitato l’uso nella lingua turca del lessico straniero, specialmente degli aggettivi.)
- Linguaggio farmaceutico ovvero …. (İlaçların Dili ya da ….), Bor (Turchia), in “Yeşil Bor” (1997).
- Yunus Emre ed il turco popolare (Yunus Emre ve Halk Türkçesi), in “Sesler”, pp. 101–102. (1991).
- Proverbi e modi di dire inediti di una regione (Bir Yörenin Yayımlanmamış Atasözleri ve Deyimleri), Priştine (Cossovo /Jug.), in “Çevren”, nr.74 (1989, 11 pag.).
- Sforzi di Giovanni Molino, nel suo dizionario “Italiano –Turco” Articolo dove si spiegano i vocaboli turchi corrispondenti a quelli italiani e si presentano esempi di voci della lingua popolare turca” (Giovanni Molino’nun ‘İtalyanca-Türkçe Sözlüğü’nde Türkçe Karşılık Bulma Çabası ve Halk Türkçesi’nden Sözcükler), Skopje (Macedonia), in “Sesler”, nr.213. (1987, 15 pag.)
- La lingua dei turchi della Jugoslavia e l’uso del suffisso “-sel /-sal" (Yugoslavya Türklerinin Dili ve "-sel/-sal Türetme Ekinin Kullanılışı) in “Çevren” (Priştine/Kosovo), 1991, pag. 83-84, pag.55-69.
- La lingua dei turchi della Jugoslavia ed il “causativo –fattitivo” (Yugoslavya Türklerinin Dili ve Ettirgenlik-Oldurganlık) “Çevren” (Priştine/Kosovo), 1992, 7 pag.
- La lingua dei turchi della Jugoslavia e l’uso della preposizione/posposizione “ile” (Yugoslavya Türklerinin Dili ve "ile" Edatının (İlgecinin) Kullanılışı), Çevren (Priştine/Kosovo), pag.90-92, 1992, pag.15-21.
- Amore contadino ovvero il fatto del sangue bianco e nero (Köylü Sevişmesi ya da Yazınımızda Ak Kan Kara Kan Olayı), in “Sesler” Skopje (Macedonia), Marzo 1988, nr.224, pp.77-83.
- La novella “Una strana tortura” di Ömer Seyfettin nel XV. sec. (Ömer Seyfettin’in “Tuhaf Bir Zulüm”ü XV. Yüzyılda), in “Sesler” Skopje (Macedonia), pag.97-105.
- Lingua contadina nel primo romanzo contadino turco “Küçük Paşa” (İlk Türk Köy Romanı ‘Küçük Paşa’da Köylü Ağzı), Skopje (Macedonia), in “Birlik” (dal 12.03.1988 al 21.04.1988) (Una dettagliata ricerca sulla lingua usata in tale romanzo).
- È di origine latina la parola “emete” (zia paterna) di Kemerhisar (Kemerhisar’ın “emete”si Latince Kökenli), Bor (Turchia), in “Yeşil Bor” (1996).
- Tyana che non si riesce a valorizzare, Hamle, Niğde (Turchia), (2009).
- Altunhisar-Kemerhisar, Hamle, Niğde (Turchia), (2010).
- Apollonio di Tyana, Hamle, Niğde (Turchia), (2007).
- Il periodo Ittita di Niğde, Hamle, Niğde (Turchia), (2010).
- Gli ittitologi nella regione di Tyana, Hamle, Niğde (Turchia), (2007).
- Nella regione di Tyana c’era anche un lago oltre alla 2. capitale del regno Ittita? (Kapadokya/Atılım/Niğde, 2008, pag.32-33).
- Tyana con domande e problemi (Sorularla-Sorunlarla Tyana), Ankara, in “Niğdemiz”, nr. 4 (1996, 3 pag.).
- Quattro donne illustri nel passato di Tyana/Kemerhisar (Tyana/Kemerhisar’ın geçmişinde dört ünlü kadın) (Niğdemiz, Başkent Niğde Vakfı Yayın Organı, 2015, pag. 96).
- Caracoi nelle Alpi (Alplerdeki Karaköy), Priştine (Cossovo/Yug.), in “Tan” (1987).
- Nasreddin Hogià, Le crociate, Le crociate Mongole, i dittatori, Hamle, Niğde (Turchia), (2009, 3 pag).
- Noè sotto interrogatorio, Hamle, Niğde (Turchia), (2010).
- I motivi della disoccupazione e le soluzioni, Hamle, Niğde (Turchia), (2009).[4]

## Opere
- Corso di Lingua turca Moderna, 1975 (3. edizione riveduta, 2013, 570 pag.).

Questo manuale, utilissimo per l'insegnamento e l'apprendimento della lingua turca in breve tempo, unico a circolare in Italia fino a poco tempo fa, preparato secondo il metodo da lui escogitato, permette di comprendere anche gli sviluppi futuri di tale lingua.
- Corso di Lingua turca Moderna, chiave degli esercizi, 2013, 115 pag. (con la collaborazione di Damla Tanış e Matteo Bacci).
- Herkes için yapısal yolla İtalyanca, 1974 (14. edizione, 2014, 574 pag.).

Anche questa grammatica, l'unico manuale a circolare in Turchia fino a poco tempo fa per l'apprendimento della lingua italiana, realizzato sempre secondo il suo metodo personale, permette di imparare l'italiano pure da autodidatta in breve tempo (circa 50 000 copie).
- Herkes için yapısal yolla İtalyanca 2, (Soluzioni agli esercizi, esempi di traduzione), 2015, 270 pag.(pubblicato insieme alla figlia Damla Tanış).
- Grande dizionario didattico italiano-turco (İtalyanca-Türkçe Büyük Öğretici Sözlük)(due volumi), İstanbul (Turchia) (1975-86, 1856 pag.), (2. edizione riveduta, in un unico volume, 1400 pagine, Istanbul/Turchia, 2005) (Primo grande dizionario italiano-turco di questa mole. Contiene tutti i vocaboli di un qualunque grande dizionario italiano. Punto di riferimento, insieme alle due grammatiche, per la turcologia in Italia e per la filologia italiana in Turchia)
- Grande dizionario didattico turco-italiano (Türkçe-İtalyanca Büyük Öğretici Sözlük), Istanbul (Turchia), 2006. (1987-98, 1400 pag. )
- Dizionario didattico (medio) italiano-turco, turco-italiano (İtalyanca-Türkçe, Türkçe-İtalyanca, Orta Öğretici Sözlük), Istanbul (Turchia). (2009, 1320 pag. ) (2. edizione, 2010).
- Dizionario piccolo italiano-turco, turco-italiano (İtalyanca-Türkçe-İtalyanca Küçük Sözlük), Istanbul (Turchia) 2011, 1095 pag.
- Dizionario tascabile italiano-turco, turco-italiano (İtalyanca-Türkçe-İtalyanca Cep Sözlüğü), 2014, 688 pag (coautrice Damla Tanış).
- Hollands-Turks Klein Technisch Woordenboek, Hengelo (Olanda), (1967, 216, pag. vocabolario)
- Il dizionario “Italiano-Turco” di Giovanni Molino ed il turco popolare (Giovanni Molino’nun İtalyanca -Türkçe Sözlüğü ve Halk Türkçesi), Ankara (Turchia). 1989, 368 pag. (Tale opera presenta la traduzione critica dall’italiano in turco del dizionario poco conosciuto “Italiano-Turco” di Giovanni Molino, del 1641 ed un’introduzione di 41 pagine).
- Aneddoti istruttivi e ricordi interessanti dall’Italia (İtalya’dan Eğitici Fıkralar, İlginç Anılar), Istanbul (Turchia) 1992, 308 pag.
- Viaggio poetico, dal punto di vista didattico, dalla nascita alla morte (Eğitici Açıdan Doğumdan Ölüme Şiirlerle Yolculuk), Ankara (Turchia), 1994, 519 pag. (Introduzione-studio di 104 pagine su 456 poesie di poeti contemporanei turchi ed antologia tematica.)